# صائن (اسم)
صائن هو اسم علم مذكر من أصل عربي، ومعناه هو الحافظ الحامي الواقي الذي وقى شرفه وأهله مما يعيب.

## وصلات خارجية
- موسوعة السلطان قابوس لأسماء العرب نسخة محفوظة 5 أبريل 2019 على موقع واي باك مشين.